# Wyszonki-Włosty
Wyszonki-Włosty – wieś w Polsce położona w województwie podlaskim, w powiecie wysokomazowieckim, w gminie Klukowo.
Zaścianek szlachecki Włosty należący do okolicy zaściankowej Wyszonki położony był w drugiej połowie XVII wieku w powiecie brańskim ziemi bielskiej województwa podlaskiego. W latach 1975–1998 miejscowość administracyjnie należała do województwa łomżyńskiego.
Wierni kościoła rzymskokatolickiego należą do parafii Narodzenia NMP w Wyszonkach Kościelnych.

## Historia wsi
Prawdopodobnie wieś została zasiedlona w XV w. Wyszonki-Włosty wzmiankowane były w 1444 w aktach ziemi bielskiej. Zamieszkiwali tam Wyszyńscy herbu Grabie, noszący przydomek Włost.
W 1580 roku wymienieni właściciele wsi: Grzegorz Wywiasz Włost (1/2 włóki) i Jan Żebrowski Włost (1/2 włóki).
W roku 1827 Wyszonki-Włosty liczyły 4 domy i 27 mieszkańców.
W 1891 we wsi było 5 gospodarstw drobnoszlacheckich o całkowitej powierzchni 48 ha. W 1921 naliczono tu 6 domów z 37 mieszkańcami, w tym 1 prawosławny.